# 八千代バス・タクシー

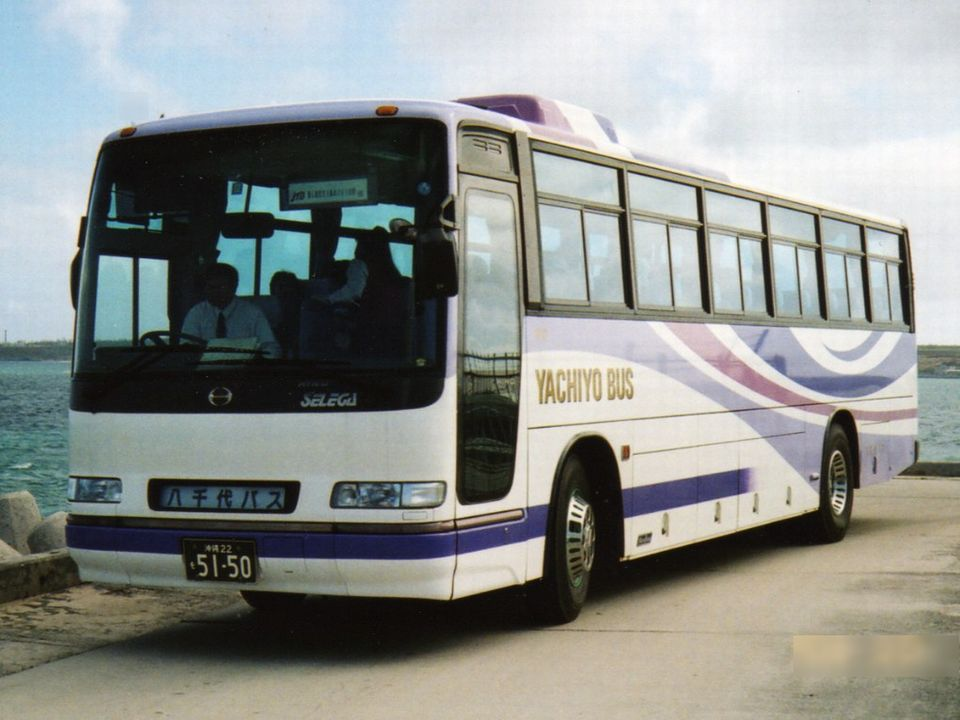
八千代バス貸切車

株式会社八千代バス・タクシー（やちよバス・タクシー）は、沖縄県宮古島市に本社を置き、路線バス、観光バス、タクシー事業を営む会社である。
宮古島には当社と宮古協栄バスの2社の乗合バス会社が存在するが、当社は宮古島市街地から宮古島北部及び池間島を結ぶ路線の運行を行っている。
八千代バスと宮古協栄バスはとも平良にターミナルを持つものの、離れた場所にあるためスムーズな乗り継ぎは困難であった。しかし、2015年1月31日の伊良部大橋開通を機に、平良港に「交通結節点」と称するバス乗り場を新設し、翌2月1日から共和バスを含む3社がそれぞれの路線を平良港に乗り入れ、平良港で3社のバス路線の乗り換えが可能となった。2021年1月4日より結節点が宮古島新市庁舎に移動。

## 沿革
- 1955年10月3日 - 会社設立。
- 1955年11月9日 - 認可。
- 1997年4月1日 - 消費税率改定による運賃値上げ[5]。初乗り120円、基準賃率24円40銭となる。
- 2008年9月16日 - 運賃値上げ[5][6]。初乗り140円、基準賃率28円50銭となる。
- 200x年x月x日 - 合資会社八千代バス・タクシーから株式会社八千代バス・タクシーへ改組。
- 2014年4月1日 - 消費税率改定による運賃値上げ[5]。初乗り140円、基準賃率29円30銭となる。
- 2015年2月1日 - 伊良部大橋開通にともなうダイヤ改正[7]。平良 - 平良港間の路線延長および島尻港への乗り入れ開始。
- 2016年10月1日 - ダイヤ改正。朝1往復あった狩俣一周線を廃止、池間一周線を午後に1往復増便。
- 2021年1月4日 - ダイヤ改正。発着点を平良から宮古島市役所に移動し、運行経路を平良→池間島→平良→平良港→平良から宮古島市役所と池間島との往復運行に変更[8]。

## 営業路線
2016年10月1日のダイヤ改正により池間一周線の一路線（系統番号6番）のみとなっている。宮古島市中心部の平良地区と島北部の半島部の地域、およびその北側にある池間島を池間大橋経由で結ぶ。
全部で8往復（16本）の運行で、休日（春・夏・冬休みを含む）には夕方1往復が減便される。宮古島市役所発池間島（漁港前）行きを「下り」、池間島発宮古島市役所行きを「上り」としている。半島部の県道230号線を通り野田を経由する便と、半島東側の大浦・島尻港を経由する便が4往復（8本）ずつあり、野田経由の下りの折り返しの上りは大浦経由、大浦経由の下りの折り返しの上りは野田経由である。島尻港は大神島への航路が発着しない時間帯は経由しない。
2021年7月1日より大浦経由便は島尻入口以北、野田経由便は野田以北でフリー乗降制を導入している。
※【 】内は一部の便のみが経由する停留所
- 大浦経由：宮古島市役所 - 警察署前 - ツタヤ前 - 宮古郵便局前 - サンエー前 - 北給油所前 - 北小前 - 宮古第一ホテル前 - 平良 - 西辺 - 成川入口 - 大浦 - 南静園 - 購買店前 - 【島尻港】 - 島尻入口 - 中学校前 - 狩俣 - 学校裏 - 漁港前（池間方面行き2本は島尻港を経由しない）
- 野田経由：宮古島市役所 - （この間大浦経由と同経路） - 西辺 - 【成川】 - 成川入口 - 大浦入口 - 南静園入口 - 特別支援学校前 - 野田 - 島尻入口 - （この間大浦経由と同経路） - 漁港前（1往復のみ成川経由）

2016年9月30日までは半島北端近くの狩俣で折り返す狩俣一周線もあった。

## 車両
以下の車両を保有している。
- 大型貸切バス 23台[1][10]
- 中型貸切バス 1台[1][10]
- 小型貸切バス 2台[1][10]
- マイクロ貸切バス 1台[1][10]
- 乗合バス 4台[10]
- タクシー 11台[1]

バスは日野車が中心となっている。路線車4台のうち日野・レインボーを3台、三菱ふそう・ローザを1台保有する。路線車は2016年6月までにすべて交通バリアフリー法適合車両に置き換えられた。